# Paulo Coelho
Paulo Coelho (uttal: /paulu kuˈejə/), född 24 augusti 1947 i Rio de Janeiro, är en brasiliansk författare. Han är känd för new age-inspirerade romaner som Pilgrimsresan och Alkemisten. Sedan romandebuten 1987 har hans böcker sålts i över 150 miljoner exemplar på minst 80 språk. Paulo Coelho räknas som Brasiliens och den portugisiskspråkiga världens mest framgångsrika författare, och Alkemisten som den mest sålda boken av en nu levande författare. 2002 valdes han in som medlem av Academia Brasileira de Letras.
Coelho har återkommande tagit ställning i sociala och politiska frågor. Han har både uttalat sig för principen om fri fildelning och hävdat att kriget mot droger är ett misslyckande. Under 1970-talet bidrog hans politiska aktivism till flera frihetsberövanden.

## Biografi

### Bakgrund
Han föddes i Rio de Janeiro, med djupt katolska föräldrar som lät honom studera vid jesuitiska skolor. I ungdomen var han upprorisk, och föräldrarna placerade honom på mentalsjukhus vid tre olika tillfällen. Han ville redan i ungdomen sysslande med skrivande, ett yrke som hans föräldrar dock inte tyckte hade någon framtid i deras hemland Brasilien.
När Coelho slutligen var utskriven från sjukhuslivet inledde han en utbildning till jurist. 1970 övergav han dock sina studier för att leva ett liv som hippie, på resande fot genom Mexiko, Peru, Bolivia och Chile, samt Europa och Nordafrika.

### Politisk aktivism
Två år senare återvände han till Brasilien och började komponera sångtexter och arbetade bland annat med Raul Seixas. Han berättade senare i en intervju att deras samarbete kom att påverkas av att han under den här tidsperioden kom i kontakt med Aleister Crowleys kontroversiella verk. Det rörde sig inte endast om musik utan kom att innefatta planer på att skapa ett "Alternativt Samhälle" som skulle bli ett anarkistiskt samhälle i Minas Gerais baserat på Crowleys idéer.

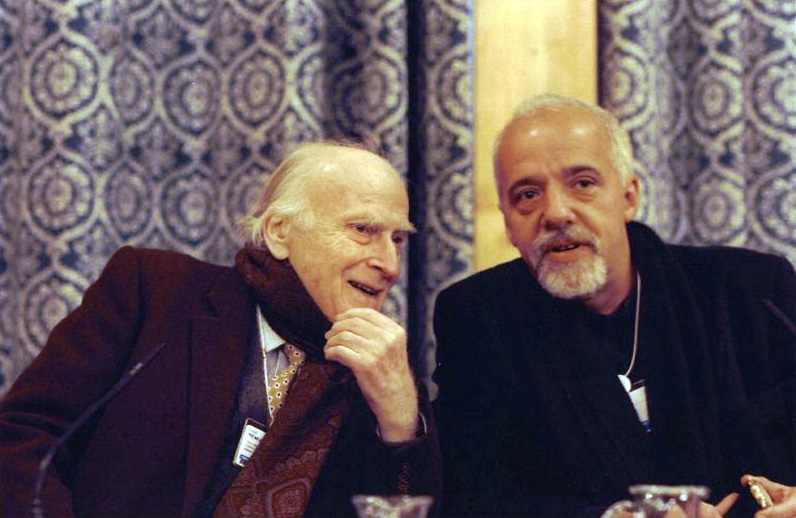
Coelho har uttalat sig i politiska frågor sedan 1970-talet. Fotot är från 1999 års World Economic Forum (t.v.: Yehudi Menuhin).

Projektet ogillades av medlemmar av den brasilianska militären som lät fängsla (sammanlagt fängslades en politiske aktivisten Coelho vid tre olika tillfällen) alla som var inblandade i planerna. Det påstås att Seixas och Coelho torterades under fångenskapen. Coelho lämnade sedan gruppen efter en övernaturlig upplevelse.

### Vägen och författarskapet
Därefter prövade Coelho på ett antal olika yrken, innan hans liv tog en vändpunkt efter en pilgrimsvandring längs med Jakobsleden till Santiago de Compostela. Vandringen, som skedde 1986, innebar ett andligt uppvaknande som han därefter kom att beskriva i litterär form via debutromanen O diário de um mago (svenska: Pilgrimsresan) senare samma år. Därefter har han helt och hållet ägnat sig åt sitt författande.
Året därpå kom Coelhos andra bok, O alquimista (svenska: Alkemisten), med handlingen kretsande kring en andalusisk vallpojke som följer ett märkligt spår lära sig tala "Världsspråket" och får sin innersta önskan uppfylld. Boken sålde till en början medelmåttigt. I början av 1990-talet blev den dock en oväntad bästsäljare i Frankrike, varefter försäljningssiffrorna också tog fart i andra länder.
Efter Alkemisten har Coelho producerat i snitt en ny roman vartannat år. Hans egen skrivprocess inkluderar att inleda författandet av nästa bok först när han fått se en vit fjäder under januari månad ett udda år.

### Coelhos skrivande och framgångar
Coelhos läsare beskriver ofta hans böcker som inspirerande. Böckerna har dock ofta fått ogynnsamt bemötande från litteraturkritiker, som avfärdat hans skrivande som new age-relaterat och med en vag andlighet utan målinriktning. Coelho har själv bemött kritiken med att citera Jorge Luis Borges uttalande om att det bara skulle finnas fyra olika sorters berättelser: "kärlekshistorien mellan två personer, kärlekshistorien mellan tre personer, maktkampen och resan".

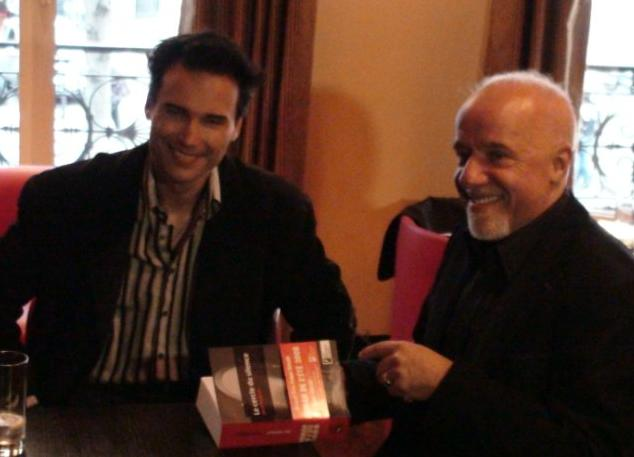
Brittiske författaren David Hepburn samt Coelho vid 2008 års utdelande av Femme Actuelle-priset.

Coelho omnämns som den bäst säljande brasilianske författaren genom tiderna, liksom som den bäst säljande portugisiskspråkiga författaren någonsin och en av de tio bäst säljande författarna internationellt. Fram till 2005 hade hans böcker totalt sålts i mer än 65 miljoner exemplar på 59 (alternativt 56 språk – uppgift från 2007) olika språk. Senare uppgifter anger över 150 miljoner böcker i mer än 150 länder. Coelhos verk har sammanlaget översatts minst 455 gånger till 74 språk.
Coelhos mest framgångsrika bok Alkemisten har enligt uppgift sålts i drygt 65 miljoner exemplar på mer än 80 språk (alternativt 40 språk i 80 länder; en uppgift från 2005 nämner 27 miljoner exemplar). Boken har noterats som den mest sålda av en nu levande författare.
Han har belönats med ett antal priser i olika länder, till exempel Hederslegionen och Grinzane Cavour. 2002 valdes han in som medlem i Academia Brasileira de Letras.

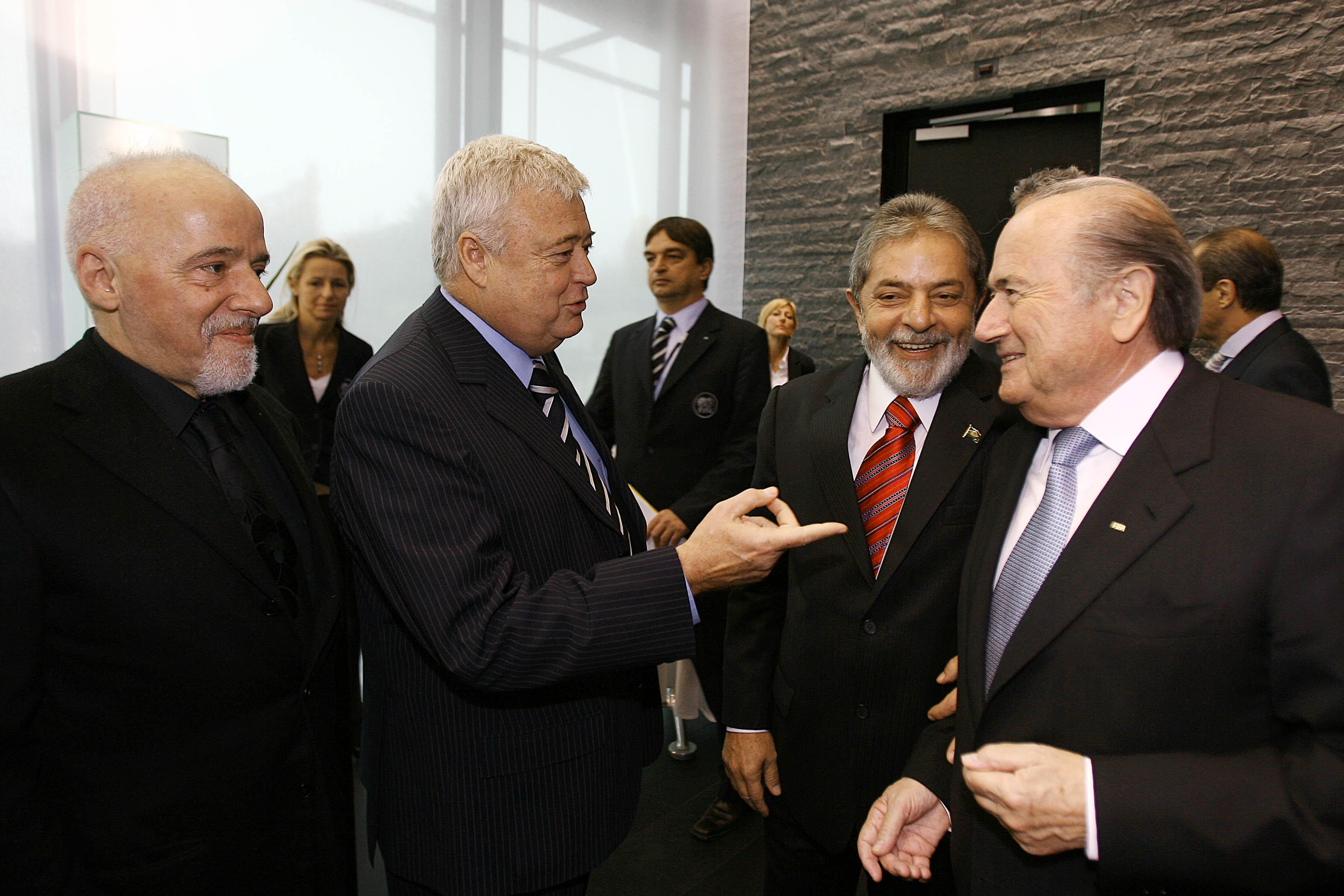
Paulo Coelho (t.v.), med president Lula och FIFA:s Sepp Blatter (t.h.) vid 2007 års presentation av Brasiliens värdskap av fotbolls-VM 2014.

### Andra aktiviteter
Paulo Coelho har vid sidan av sitt författarskap ägnat sig åt olika sociala eller politiska aktiviteter. 1996 grundade han Paulo Coelho-institutet, som ger stöd åt barn och äldre. Han har även deltagit som utdelare av litterära priser eller representant för Brasiliens kultur i olika internationella sammanhang.
Till skillnad från många andra författare och upphovsrättsinnehavare är Paulo Coelho positiv till fildelning, och stödjer till exempel fildelningssajten The Pirate Bay. I samband med Pirate Bay-målet var författaren beredd att resa till Sverige och framträda som vittne för att visa sitt stöd för The Pirate Bay.
Paulo Coelho har även själv gjort flera av sina böcker tillgängliga för nedladdning via The Pirate Bay. Han menar att försäljningen av hans böcker har ökat tack vare fildelningen.
Paulo Coelho är motståndare till kriget mot droger och anser att denna politik är ett enda stort misslyckande. Han medverkade bland annat i dokumentärfilmen Breaking the Taboo, där han framför sina åsikter. Kriget mot droger gör mer skada än drogerna själva, hävdar han, och bland annat skulle det förorsaka korruption som får länder att haverera samt i sig självt skapa våld. Paulo Coelho menar vidare att folk många gånger har en missvisande uppfattning om droger. Kampanjer mot droganvändning skulle vara misslyckade och verkningslösa.

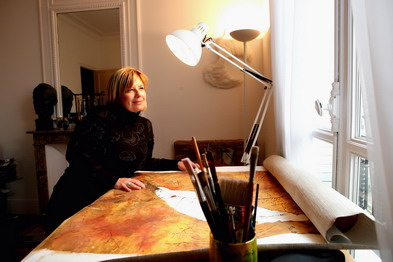
Coelhos hustru Christina Oiticica är bildkonstnär.

### Privatliv
Paulo Coelho gifte sig 1980 med konstnären Christina Oiticica. De har två hem. Paret tillbringar halva året vid Copacabana i Rio de Janeiro, det andra i Genève Schweiz.

### Bibliografi

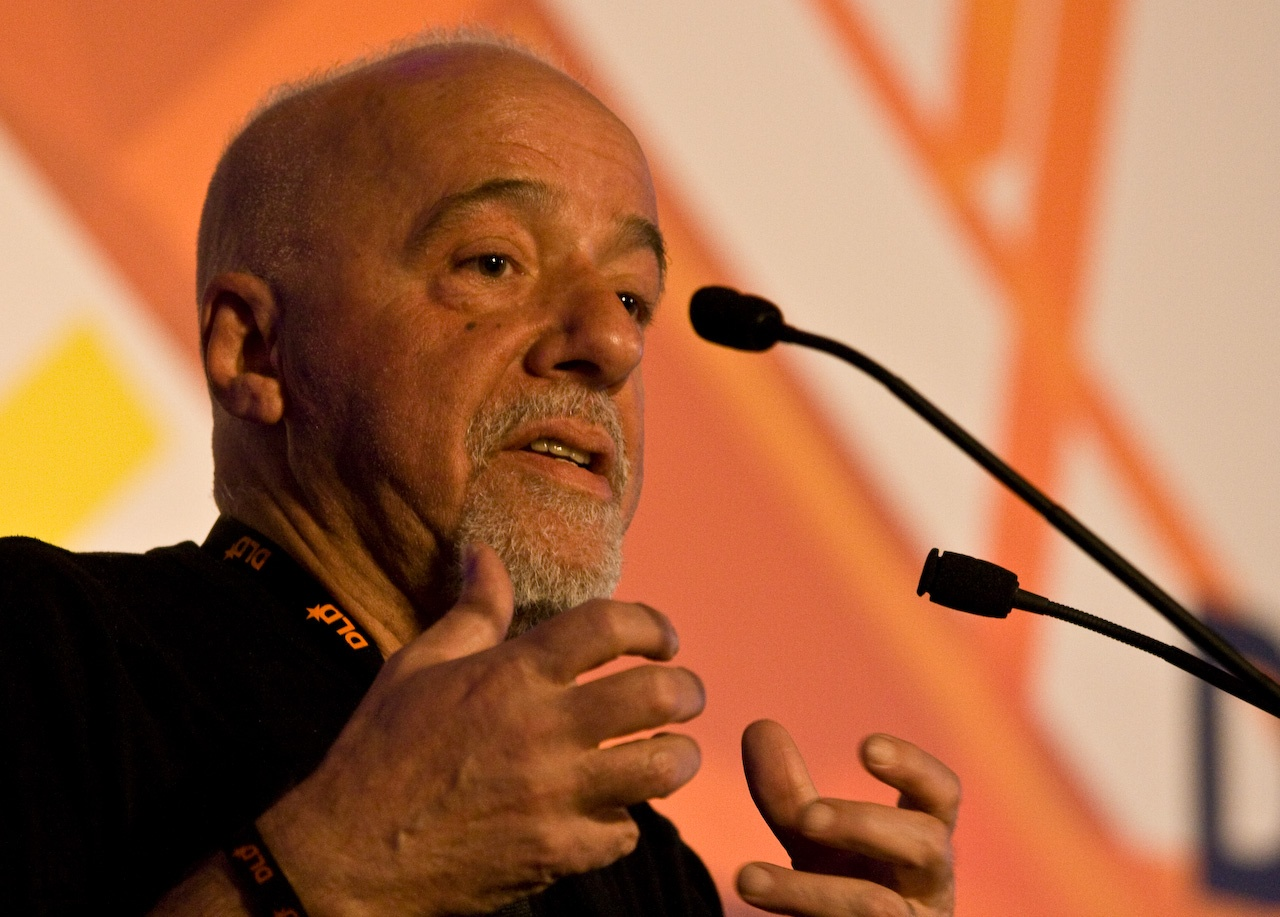
Paulo Coelho 2008.

## Produktioner

### Filmatiseringar
Boken Veronika bestämmer sig för att dö har blivit föremål för en filmatisering. I filmen, som hade premiär i USA i november 2009, spelar Sarah Michelle Gellar huvudrollen.

## Priser och utmärkelser
- MACH 2-priset, för 1,5 miljoner sålda böcker (Italien 2007)
- Hedersutmärkelse från Odense stad/Hans Christian Andersen (Danmark 2007)
- Las Pergolas-priset 2006 av Förbundet för mexikanska bokhandlare (ALMAC) (Mexiko 2006)
- Platin Books-priset för Zahiren av österrikiska bokhandlare (Österrike 2006)
- I Premio Alava en el Corazon (Spanien 2006)
- Cruz do Merito do Empreendedor Juscelino Kubitschek (Brasilien 2006)
- Wilburpriset, utdelat av Religion Communicators Council (USA 2006)
- Litteraturpriset Kiklop för Zahiren i kategorin Årets Succé (Kroatien 2006)
- DirectGroups internationella författarpris (Tyskland 2005)
- Goldene Feder-priset (Tyskland 2005)
- Budapestpriset (Ungern 2005)
- Hedersorden av Ukraina (Ukraina 2004)
- Sankt Sophia-orden för hans bidrag till återuppbyggandet av vetenskap och kultur (Ukraina 2004)
- Nielsen Gold Book Award för Alkemisten (Storbritannien 2004)
- Ex Libris-priset för Elva minuter (Serbien 2004)
- Best Fiction Corine International Award 2002 för Alkemisten (Tyskland 2002)
- Club of Budapest Planetary Arts Award 2002 för hans litterära arbete (Tyskland 2002)
- Bambipriset (Tyskland 2001)
- XXIII Premio Internazionale Fregene (Italien 2001)
- Crystal Mirror-priset (Polen 2000)
- Chevalier de l’Ordre National de la Légion d’Honneur (Frankrike 1999)
- Crystal Award av World Economic Forum (1999)
- Golden Medal av Galicia (Spanien 1999)
- Finalist för Internation IMPAC Literary Award (Irland 1997 och 2000)
- Comendador de Ordem do Rio Branco (Brasilien 1998)
- Golden Book (Jugoslavien 1995, 1996, 1997, 1998, 1999, 2000 och 2004)
- Litteraturpriset Super Grinzane Cavour (Italien 1996)
- Internationella Flaianopriset (Italien 1996)
- Ordre des Arts et des Lettres (Frankrike 1996)
- Grand Prix Littéraire Elle (Frankrike 1995)[7]